# Wieniec (Petite-Pologne)
Pour les articles homonymes, voir Wieniec.
Wieniec est une localité polonaise de la gmina de Gdów, située dans le powiat de Wieliczka en voïvodie de Petite-Pologne.